# Dům U Anděla
Dům U anděla, nebo též V ráji, je nárožní dům na Starém Městě v Praze na Malém náměstí. Stojí na rohu ulice Karlova a Malého náměstí. Je chráněn jako kulturní památka České republiky.

## Historie
Dům je historicky pozoruhodný tím, že zde v období vlády Karla IV. měl svou lékárnu botanik a apatykář Angelo z Florencie, který je spojován s vlastnictvím, či dokonce autorstvím Voynichova rukopisu.
Dům se v pramenech objevuje poprvé roku 1374. Na parcele patrně již na konci 13. století vyrostl románský objekt o třech místnostech. Někdy po polovině 14. století byl vystavěn velký gotický dům, jehož zdi stoupají až do úrovně 2. patra. V pozdně gotickém období byla postavena ve dvorním křídle místnost s hvězdicovou klenbou (dílo Matěje Rejska). Z renesanční úpravy pochází klenby přízemí. O barokní fasádu přišel dům při přestavbách v 19. století.
Dům je znám též pod názvem dům Ericsson, podle již neexistujícího nápisu „Ericsson“ na průčelí domu pod okny nejvyššího patra. Koncem 19. století zde sídlila firma Deckert & Homolka, která zastupovala švédský telekomunikační koncern L. M. Ericsson. Nápis Ericsson byl na fasádě domu ještě v pozdních 70. letech 20. století a lze jej zahlédnout ve filmech z roku 1978 Brácha za všechny peníze a Kulový blesk (příjezd stěhovacích vozů k bytu paní Jechové).

## Současnost
V současné době zde sídlí North Carolina State University European Center in Prague a Polský Institut Praha.